# Eriol Merxha
Eriol Merxha (21 de Abril de 1979, Albânia) é um futebolista albanês que joga como meio campo atualmente pelo KS Elbasani da Albânia .